# Ringlestone
Ringlestone – przysiółek w Anglii, w hrabstwie Kent. Leży 12,1 km od miasta Maidstone, 27 km od miasta Canterbury i 60,9 km od Londynu. Ringlestone jest wspomniana w Domesday Book (1086) jako Rongostone.